# Ригведа
Ригведа (санскрит: ऋग्वेद ṛg-vedá - похвала знању) најстарији споменик индијске књижевности, у 10 књига. То је један од четири света канонска текста (śruti) хиндуизма познат као Веде. Ригведу чини 1028 химни (овом контексту химна означава песму верског садржаја и религиозне сврхе) написаних у више од десет хиљада строфа са преко 150.000 речи. Сматра се да су најстарији делови Ригведе настали већ око 1300. године п. н. е, што може да изгледа као веома рано за једно тако значајно дело, али треба имати на уму и чињеницу да Ригведа има своје корене у веома далекој прошлости. Њени рани слојеви су један од најстаријих постојећих текстова на било ком индоевропском језику. Звукови и текстови Ригведе се усмено преношени од 2. миленијума пре нове ере. Филолошки и лингвистички докази указују да је главнина Ригведе Самхита била сачињена у северозападном региону (Панџаб) Индијског потконтинента, највероватније између 1500. и 1200. п. н. е, иако је као шира апроксимација дато је и око 1700–1100. п. н. е.
Неки од богова који су опевани у ргведским химнама, као на пример Варуна, Митра и Индра, три велика бога Ригведе, слављени су и раније, у мање или више другачијем облику, у време индоевропске заједнице, затим код старих Грка, и код племена која су касније населила подручја данашње Индије и Ирана. Сусрет аријских дошљака и дравидских становника у сливу реке Инд, условно речено, произвео је још богова.
У ригведским химнама се можу осетити наслеђе дуге и древне песничке традиције и усмених предања. Структура и облик химни често су веома замршени, теме које су опеване врло разнолике као и духовни хоризонти песника: ту су строфе у којима се покушава остварити комуникација са боговима, али оне које сведоче о световним и метафизичким размишљањима аутора.
Текст је слојевит и састоји се од Самхита, Брахмана, Аранјакас и Упанишадс. Ригведа Самхита је основни текст и представља збирку од 10 књига (maṇḍala) са 1.028 химни (sūkta) у око 10.600 стихова (званих ṛc, епонимских по имену Ригведа). У осам књига - књиге 2 до 9 - које су настале најраније, химне претежно расправљају о космологији и славе божанства. Новије књиге (1. и 10. књига) делом се баве и филозофским или спекулативним питањима, врлинама као што је dāna (доброчинство) у друштву, питањима о пореклу универзума и природи божанског, и другим метафизичким питањима у њиховим химнама.
Неки од његових стихова настављају да се рецитују током хиндуистичких обреда прослава (попут венчања) и молитви, што ово дело чини вероватно најстаријим верским текстом на свету, који се и даље користи.

## Notes
1. ↑  According to Edgar Polome, the Hittite language Anitta text from the 17th century BCE is older. This text is about the conquest of Kanesh city of Anatolia, and mentions the same Indo-European gods as in the Rigveda.[6]
2. ↑  It is certain that the hymns of the Rig Veda post-date Indo-Iranian separation of ca. 2000 BCE and probably that of the relevant Mitanni documents of око 1400 BCE.  Philological estimates tend to date the bulk of the text to the second half of the second millennium:
  - Max Müller: "the hymns of the Rig-Veda are said to date from 1500 B.C."[23]
  - The EIEC (s.v. Indo-Iranian languages, p. 306) gives 1500–1000 BCE.
  - Flood and Witzel both mention око 1500–1200 BCE.[10][11]
  - Anthony mentions око 1500–1300 BCE.[12]
  - Thomas Oberlies (Die Religion des Rgveda, 1998, p. 158) based on 'cumulative evidence' sets a wide range of 1700–1100 BCE.[24] Oberlies 1998, стр. 155 gives an estimate of 1100 BCE for the youngest hymns in book 10.[25]
  - Witzel 1995, стр. 4 mentions око 1500–1200 BCE. According to Witzel 1997, стр. 263, the whole Rig Vedic period may have lasted from c. 1900 BCE to c. 1200 BCE: "the bulk of the RV represents only 5 or 6 generations of kings (and of the contemporary poets)24 of the Pūru and Bharata tribes. It contains little else before and after this “snapshot” view of contemporary Rgvedic history, as reported by these contemporary “tape recordings.” On the other hand, the whole Rgvedic period may have lasted even up to 700 years, from the infiltration of the Indo-Aryans into the subcontinent, c. 1900 B.C. (at the utmost, the time of collapse of the Indus civilization), up to c. 1200 B.C., the time of the introduction of iron which is first mentioned in the clearly post-gvedic hymns of the Atharvaveda."
3. ↑  The associated material has been preserved from two shakhas or "schools", known as  and . The school-specific commentaries are known as Brahmanas (Aitareya-brahmana and Kaushitaki-brahmana) Aranyakas (Aitareya-aranyaka and Kaushitaki-aranyaka), and Upanishads (partly excerpted from the Aranyakas: Bahvrca-brahmana-upanishad, Aitareya-upanishad, Samhita-upanishad, Kaushitaki-upanishad).